# Паркс Тауншип (округ Армстронг, Пенсільванія)
Паркс Тауншип (англ. Parks Township) — селище (англ. township) в США, в окрузі Армстронг штату Пенсільванія. Населення — 2472 особи (2020).

## Демографія
Згідно з переписом 2010 року, у селищі мешкали 2744 особи в 1148 домогосподарствах у складі 777 родин. Було 1268 помешкань
Расовий склад населення:
| - 95,5 % — білих - 3,2 % — чорних або афроамериканців - 0,1 % — азіатів |

До двох чи більше рас належало 0,9 %. Частка іспаномовних становила 0,5 % від усіх жителів.
За віковим діапазоном населення розподілялося таким чином: 20,0 % — особи молодші 18 років, 63,1 % — особи у віці 18—64 років, 16,9 % — особи у віці 65 років та старші. Медіана віку мешканця становила 45,0 року. На 100 осіб жіночої статі у селищі припадало 103,4 чоловіків;  на 100 жінок у віці від 18 років та старших — 100,7 чоловіків також старших 18 років.
Середній дохід на одне домашнє господарство  становив 54 574 долари США (медіана — 49 000), а середній дохід на одну сім'ю — 61 082 долари (медіана — 54 667). Медіана доходів становила 47 176 доларів для чоловіків та 33 611 долар для жінок. За межею бідності перебувало 11,1 % осіб, у тому числі 17,1 % дітей у віці до 18 років та 7,6 % осіб у віці 65 років та старших.
Цивільне працевлаштоване населення становило 1252 особи. Основні галузі зайнятості: виробництво — 21,3 %, роздрібна торгівля — 18,9 %, освіта, охорона здоров'я та соціальна допомога — 17,1 %.